# Piet Retief, Mpumalanga
Piet Retief, Mpumalanga este un oraș din Africa de Sud.